# Soufiane Haddi
Soufiane Haddi (2 de febrer de 1991) és un ciclista marroquí actualment a l'equip Skydive Dubai-Al Ahli Club. S'ha proclamat diferents cops campió nacional en diferents disciplines.

## Palmarès
- 2012
  - Campió àrab en ruta
- 2013
  -  Campió del Marroc en contrarellotge
  - Vencedor d'una etapa a la Volta al Marroc
- 2014
  -  Campió del Marroc en contrarellotge
  - Vencedor d'una etapa a la Volta al Singkarak
  - Vencedor d'una etapa al Sharjah International Cycling Tour
- 2015
  -  Campió del Marroc en ruta
  -  Campió del Marroc en contrarellotge
  - 1r al Sharjah International Cycling Tour i vencedor de 3 etapes
  - Vencedor d'una etapa a la Volta a Egipte
  - Vencedor d'una etapa a la Volta al Marroc
  - Vencedor d'una etapa a la Jelajah Malaysia
- 2016
  -  Campió del Marroc en contrarellotge